# Álvaro Sarabia
Álvaro Gustavo Sarabia Navarro (* 5. Januar 1978 in Santiago) ist ein ehemaliger chilenischer Fußballspieler. Der Stürmer wurde zwei Mal chilenischer Meister.

## Karriere

### Verein
Sarabia begann seine Karriere in den Jugendmannschaften vom CSD Colo-Colo und wurde 1997 in die erste Mannschaft befördert. Im Jahr 2001 wechselte er zu Fernández Vial in die chilenische Segunda División. 2002 schloss er sich Deportes Puerto Montt an, wo er zum Aufstieg in die Primera División beitrug. In der Apertura 2005 wurde er mit 13 Toren Torschützenkönig (gemeinsam mit Joel Estay und Héctor Mancilla), was ihm einen Wechsel zum mexikanischen Klub Chiapas FC ermöglichte. Nach einer enttäuschenden Zeit in Mexiko kehrte er 2006 nach Chile zurück und spielte für CD Palestino. Nach Verletzungsproblemen und wenigen Einsätzen wechselte Sarabia 2008 zu den Rangers de Talca. Nach einer Rückkehr zu Palestino und der Station Lota Schwager kehrte er zu Deportes Puerto Montt zurück und beendete dort 2011 seine Karriere.

### Nationalmannschaft
Sarabia nahm mit der U20-Nationalmannschaft 1997 an der Südamerikameisterschaft teil, bei der Chile in die Finalrunde kam, jedoch dort den letzten Platz belegte.

## Erfolge
Colo-Colo
- Chilenischer Meister: 1997-C, 1998

## Auszeichnungen
- Torschützenkönig der chilenischen Primera División: 2005-A

## Sonstiges
Nach seiner Profifußballkarriere arbeitete Sarabia als Taxifahrer auf Chiloé.